# 奧爾紹瓦

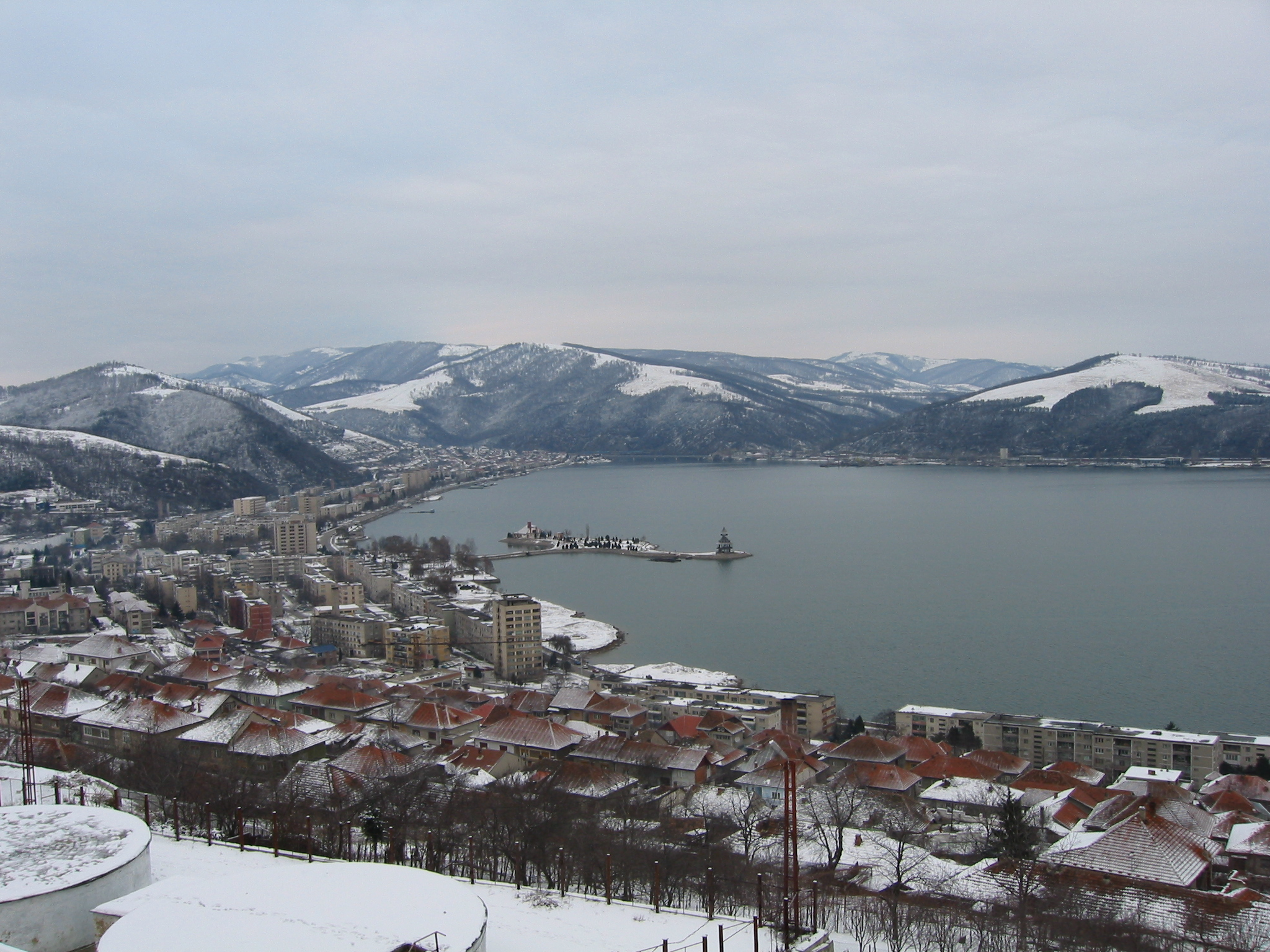

奧爾紹瓦是羅馬尼亞的城鎮，位於該國西南部多瑙河畔，距離首府德羅貝塔-塞維林堡23公里，由梅赫丁茨縣負責管轄，海拔高度75米，2009年人口12,825，大多數居民信奉東正教。